# Yuri Susloparov
Yuri Vladimirovich Susloparov (Kharkiv, 14 de agosto de 1958 - Falecido em 28 de maio de 2012) é um ex-futebolista soviético e ex-treinador ucraniano.

## Carreira
Yuri Susloparov fez parte do elenco da Seleção Soviética de Futebol, da Copa de 1982.